# Чоучилла (Каліфорнія)
Чоучилла (англ. Chowchilla) — місто (англ. city) в США, в окрузі Мадера штату Каліфорнія. Населення — 19 039 осіб (2020).

## Географія
Чоучилла розташована за координатами 37°6′47″ пн. ш. 120°13′49″ зх. д. / 37.11306° пн. ш. 120.23028° зх. д. (37.113179, -120.230345).  За даними Бюро перепису населення США в 2010 році місто мало площу 19,84 км², уся площа — суходіл. В 2017 році площа становила 28,84 км², уся площа — суходіл.

### Клімат
| Клімат : Чоучилла       | Клімат : Чоучилла | Клімат : Чоучилла | Клімат : Чоучилла | Клімат : Чоучилла | Клімат : Чоучилла | Клімат : Чоучилла | Клімат : Чоучилла | Клімат : Чоучилла | Клімат : Чоучилла | Клімат : Чоучилла | Клімат : Чоучилла | Клімат : Чоучилла | Клімат : Чоучилла |
| Показник                | Січ.              | Лют.              | Бер.              | Квіт.             | Трав.             | Черв.             | Лип.              | Серп.             | Вер.              | Жовт.             | Лист.             | Груд.             | Рік               |
| Абсолютний максимум, °C | 26,1              | 26,1              | 32,2              | 36,7              | 41,7              | 46,1              | 46,7              | 44,4              | 46,1              | 38,3              | 33,3              | 23,9              | 46,7              |
| Середній максимум, °C   | 15,9              | 18,2              | 21,0              | 23,3              | 28,1              | 32,6              | 35,4              | 34,9              | 32,4              | 27,7              | 20,8              | 21,4              | 27,4              |
| Середній мінімум, °C    | 5,2               | 6,4               | 7,9               | 9,4               | 12,3              | 15,6              | 18,2              | 17,6              | 15,8              | 11,7              | 7,7               | 4,9               | 9,1               |
| Абсолютний мінімум, °C  | −9,4              | −6,1              | −4,4              | −1,7              | 0,6               | 3,3               | 5,6               | 3,9               | 1,1               | −4,4              | −5                | −7,8              | −9,4              |
| Норма опадів, мм        | 93                | 85                | 71                | 36                | 22                | 6                 | 3                 | 0                 | 6                 | 25                | 45                | 85                | 483               |
| ----------------------- | ----------------- | ----------------- | ----------------- | ----------------- | ----------------- | ----------------- | ----------------- | ----------------- | ----------------- | ----------------- | ----------------- | ----------------- | ----------------- |
| Джерело:                |                   |                   |                   |                   |                   |                   |                   |                   |                   |                   |                   |                   |                   |

## Демографія
Згідно з переписом 2010 року, у місті мешкало 18 720 осіб у 3673 домогосподарствах у складі 2778 родин. Густота населення становила 943 особи/км².  Було 4154 помешкання (209/км²).
Расовий склад населення:
| - 61,6 % — білих - 12,6 % — чорних або афроамериканців - 2,1 % — азіатів - 2,0 % — корінних американців - 0,2 % — вихідців з тихоокеанських островів - 17,7 % — осіб інших рас |

До двох чи більше рас належало 3,8 %. Частка іспаномовних становила 37,8 % від усіх жителів.
За віковим діапазоном населення розподілялося таким чином: 19,1 % — особи молодші 18 років, 73,9 % — особи у віці 18—64 років, 7,0 % — особи у віці 65 років та старші. Медіана віку мешканця становила 34,7 року. На 100 осіб жіночої статі у місті припадало 42,7 чоловіків;  на 100 жінок у віці від 18 років та старших — 33,3 чоловіків також старших 18 років.
Середній дохід на одне домашнє господарство  становив 48 653 долари США (медіана — 34 559), а середній дохід на одну сім'ю — 47 808 доларів (медіана — 35 751). Медіана доходів становила 33 273 долари для чоловіків та 27 609 доларів для жінок. За межею бідності перебувало 32,1 % осіб, у тому числі 42,1 % дітей у віці до 18 років та 10,8 % осіб у віці 65 років та старших.
Цивільне працевлаштоване населення становило 3335 осіб. Основні галузі зайнятості: освіта, охорона здоров'я та соціальна допомога — 21,2 %, сільське господарство, лісництво, риболовля — 15,8 %, публічна адміністрація — 10,5 %, мистецтво, розваги та відпочинок — 9,5 %.